# Mário de Araújo Cabral
Pour les articles homonymes, voir Araújo (homonymie).
Pas d'image ? Cliquez ici
Mário Veloso de Araújo Cabral, appelé couramment par son surnom « Nicha », est un pilote de course de Formule 1 portugais né le 15 janvier 1934 à Cedofeita et mort le 17 août 2020.
Il a participé à quatre Grands Prix de championnat du monde de Formule 1, débutant le 23 août 1959. Il n'a pas inscrit de point en championnat mais a obtenu quelques places d'honneur lors d'épreuves hors-championnat.

## Biographie
Cabral s’illustre très tôt en sport automobile puisqu'il remporte, à vingt-deux ans, le Grand Prix de Formule 1 de Léopoldville au Congo belge, hors-championnat. Toujours en Afrique, son terrain de chasse de prédilection, il s’illustre en Formule 1 et en catégorie Sport (toujours hors-championnat du monde) en Angola, en Rhodésie ou au Mozambique.
À partir de 1959, il s’engage en championnat du monde sur son Grand Prix national. Qualifié quatorzième avec sa Cooper-Maserati, il termine dixième et dernier classé et se fait remarquer pour son accrochage avec Jack Brabham qui contraint le futur champion du monde à l'abandon.
L’année suivante, il renouvelle l’expérience et se qualifie quinzième et dernier sur la grille au volant de la même monoplace. Il abandonne au trente-septième des cinquante-cinq tours sur rupture de sa boîte de vitesses alors qu'il pouvait espérer finir dans les six premiers de l‘épreuve.
En 1961-1962 il effectue son service militaire en Angola alors colonie portugaise mais dispute toutefois quelques épreuves de Tourisme, Sport-prototypes et Formule 1 ; il termine ainsi quatrième du Grand Prix de Pau (hors championnat) où il court pour la Scuderia Centro Sud sur une vieille Cooper-Maserati T51.
Cabral reprend sa carrière en 1963 au sein de la Scuderia Centro Sud et se fait remarquer par des performances honnêtes hors-championnat (dixième au Grand Prix de Solitude sur Cooper T53 et septième du Grand Prix de Méditerranée sur Cooper T60). Son employeur l’engage alors pour le Grand Prix d’Allemagne où il dispose d’une nouvelle Cooper T60-Climax. Sur le grand Nürburgring, Cabral se qualifie vingtième, à plus d’une minute du poleman Jim Clark. Il abandonne peu avant la mi-course sur rupture de boîte de vitesses.
La Scuderia Centro Sud l’engage à nouveau en championnat du monde pour le Grand Prix suivant, en Italie. Cabral se qualifie en dernière position à quatre dixièmes de seconde de Maurice Trintignant et devance l’italien Giancarlo Baghetti, sur A-T-S de deux secondes. Les organisateurs du Grand Prix le persuadent, avec contrepartie financière, de déclarer forfait afin d’assurer une place au départ pour Giancarlo Baghetti, pilote italien au volant d’une monoplace italienne (les pilotes de Carel Godin de Beaufort et Ian Raby eux aussi détenteurs d’un meilleur temps que Baghetti déclarent également forfait)
En 1964, Cabral est à nouveau engagé en championnat du monde, encore à Monza, au sein du Derrington-Francis Racing Team. La monoplace est une A-T-S D-F une évolution de l’A-T-S dont disposait Baghetti l’année précédente. Mais Vic Derrington et Alf Francis l'ont assez sérieusement modifiée. Cabral se qualifie en avant-dernière position, à plus de cinq secondes du poleman John Surtees et abandonne au 24e des 78 tours.
S'il ne pilotera plus jamais en Formule 1, il poursuit en Formule 2, en Sports et en Tourisme jusqu'en 1974.

## Résultats complets en Championnat du Monde de Formule 1
| Saison | Écurie                         | Châssis    | Moteur              | Pneus    | GP disputés | Points inscrits | Classement |
| ------ | ------------------------------ | ---------- | ------------------- | -------- | ----------- | --------------- | ---------- |
| 1959   | Scuderia Centro Sud            | Cooper T51 | Maserati 4 en ligne | Dunlop   | 1           | 0               | n.c.       |
| 1960   | Scuderia Centro Sud            | Cooper T51 | Maserati 4 en ligne | Dunlop   | 1           | 0               | n.c.       |
| 1963   | Scuderia Centro Sud            | Cooper T60 | Climax V8           | Dunlop   | 1           | 0               | n.c.       |
| 1964   | Derrington-Francis Racing Team | A-T-S D-F  | A-T-S V8            | Goodyear | 1           | 0               | n.c.       |

## Résultats aux 24 heures du Mans
| Année | Châssis   | Écurie                     | Coéquipiers                                            | Résultat |
| ----- | --------- | -------------------------- | ------------------------------------------------------ | -------- |
| 1972  | Lola T280 | Écurie Bonnier Switzerland | Jorge de Bagration Hugues de Fierlant Gérard Larrousse | Abandon  |

## Sources
- (en) Cet article est partiellement ou en totalité issu de l’article de Wikipédia en anglais intitulé « Mário de Araújo Cabral » (voir la liste des auteurs).